# Llista d'empreses cotitzades dels Països Catalans
Les empreses cotitzades dels Països Catalans són aquelles societats amb domicili social als Països Catalans que cotitzen en borsa. Atès que el territori dels Països Catalans està dividit en quatres estats diferents, no existeix un marc regulatori comú per a totes les societats mercantils dels Països Catalans, les quals es regeixen per la legislació del seu estat. Actualment, totes les societats cotitzades dels Països Catalans són societats de dret espanyol, després que Solia, una empresa de Salses (Rosselló) deixés de cotitzar a Euronext l'any 2018, arran d'una oferta pública de recompra per part de la companyia de les accions en mans d'accionistes minoritaris.
La ciutat de Barcelona i la seva àrea metropolitana concentren bona part les societats cotitzades dels Països Catalans. Actualment, quatre societats cotitzades dels Països Catalans formen part de l'Ibex 35, l'índex borsari de referència de la borsa espanyola. Es tracta de Grifols (Catalunya), Banc Sabadell i CaixaBank (País Valencià) i Melià (Illes Balears). Anteriorment, Banc Sabadell i CaixaBank havien tingut els seus domicilis socials a Catalunya, però l'octubre del 2017, arran de la celebració del referèndum sobre la independència de Catalunya, van traslladar-los al País Valencià. Altres societats cotitzades que també van traslladar el seu domicili social fora de Catalunya, en aquest cas a Madrid, són Abertis, Applus Services, Catalana Occidente, Cellnex Telecom, Ciments Molins, Colonial i Gas Natural Fenosa, avui coneguda com a Naturgy.
La Borsa de Barcelona elabora un índex borsari, l'Indexcat, format per quinze empreses amb seu o centres operatius a Catalunya. D'aquestes empreses, set tenen el seu domicili social a Catalunya, mentre que les vuit restants són empreses que han traslladat el seu domicili social fora de Catalunya però hi han mantingut els seus centres operatius.
Al Mercat alternatiu borsari, un mercat de valors orientat a empreses de reduïda capitalització que busquen expandir-se, també hi cotitzen diverses empreses dels Països Catalans, predominant-hi les socimis, societats d'inversió immobiliària cotitzades i amb avantatges fiscals. Com en el cas del Mercat continu, en les setmanes següents a la celebració del referèndum de l'1 d'octubre, diverses empreses catalanes, com ara Lleida.net i Eurona, van traslladar el seu domicili social fora de Catalunya.